# Carex kumaonensis
Carex kumaonensis är en halvgräsart som beskrevs av Georg Kükenthal. Carex kumaonensis ingår i släktet starrar, och familjen halvgräs. Inga underarter finns listade i Catalogue of Life.